# Kompolje (Chorwacja)
Kompolje – wieś w Chorwacji, w żupanii licko-seńskiej, w mieście Otočac. W 2011 roku liczyła 346 mieszkańców.